# Liste des comtes de Gâtinais
 (mai 2024).
La mise en forme du texte ne suit pas les recommandations de Wikipédia : il faut le « wikifier ».
Les points d'amélioration suivants sont les cas les plus fréquents. Le détail des points à revoir est peut-être précisé sur la page de discussion.
- Les titres sont pré-formatés par le logiciel. Ils ne sont ni en capitales, ni en gras.
- Le texte ne doit pas être écrit en capitales (les noms de famille non plus), ni en gras, ni en italique, ni en « petit »…
- Le gras n'est utilisé que pour surligner le titre de l'article dans l'introduction, une seule fois.
- L'italique est rarement utilisé : mots en langue étrangère, titres d'œuvres, noms de bateaux, etc.
- Les citations ne sont pas en italique mais en corps de texte normal. Elles sont entourées par des guillemets français : « et ».
- Les listes à puces sont à éviter, des paragraphes rédigés étant largement préférés. Les tableaux sont à réserver à la présentation de données structurées (résultats, etc.).
- Les appels de note de bas de page (petits chiffres en exposant, introduits par l'outil «  Source ») sont à placer entre la fin de phrase et le point final[comme ça].
- Les liens internes (vers d'autres articles de Wikipédia) sont à choisir avec parcimonie. Créez des liens vers des articles approfondissant le sujet. Les termes génériques sans rapport avec le sujet sont à éviter, ainsi que les répétitions de liens vers un même terme.
- Les liens externes sont à placer uniquement dans une section « Liens externes », à la fin de l'article. Ces liens sont à choisir avec parcimonie suivant les règles définies. Si un lien sert de source à l'article, son insertion dans le texte est à faire par les notes de bas de page.
- La présentation des références doit suivre les conventions bibliographiques. Il est recommandé d'utiliser les modèles {{Ouvrage}}, {{Chapitre}}, {{Article}}, {{Lien web}} et/ou {{Bibliographie}}. Le mode d'édition visuel peut mettre en forme automatiquement les références.
- Insérer une infobox (cadre d'informations à droite) n'est pas obligatoire pour parachever la mise en page.

Pour une aide détaillée, merci de consulter Aide:Wikification.
Si vous pensez que ces points ont été résolus, vous pouvez retirer ce bandeau et améliorer la mise en forme d'un autre article.
Pour les articles homonymes, voir Gâtinais (homonymie).
Cette page présente la liste des comtes de l'ancien comté français de Gâtinais.
Le Gâtinais se situait entre les villes d'Orléans et de Fontainebleau, et fut possédé par des seigneurs à qui fut confié la vicomté d'Orléans. À la fin du Xe siècle, les vicomtes d'Orléans s'intitulaient comtes de Gâtinais. L'un d'eux, Geoffroy II Ferréol, épouse la sœur d'un comte d'Anjou et leur fils devint comte d'Anjou à l'extinction de la famille des Ingelgeriens. L'un de ses descendants sera Geoffroy V Plantagenêt.

## Les vicomtes d'Orléans (Rorgonides)
- Geoffroy/Gausfred († avant le 31 mars 957), cité comme possessionné dans le Gâtinais en 935, 939 et 941, et vicomte d'Orléans cité en 942
- Aubry/Albéric († après 966), sans doute son fils, vicomte d'Orléans en 957

## Les comtes de Gâtinais
- Geoffroy Ier (de Vexin, fils du comte Gautier Ier ? ; † 992 ou 997), comte de Gâtinais, cité en 979, en 985 et en 991, peut-être un petit-neveu du Rorgonide Aubry vicomte d'Orléans (selon Christian Settipani).
marié à Béatrice de Mâcon, fille d'Aubry II, comte de Mâcon
- Wal..., comte de Gâtinais, cité en 997. Il est classiquement identifié à l'un des Gautier, comte de Vexin, d'Amiens et de Valois, mais il peut aussi bien s'agir de Gautier Ier que de  Gautier II.
- Aubry le Tors († avant 1030), comte de Gâtinais, cité de 1006 à 1028, fils de Geoffroy Ier et de Béatrice de Mâcon.
- Geoffroy II Ferréol († 1043 ou 1045), comte de Gâtinais cité de 1030 à sa mort, frère utérin du précédent, fils d'Hugues du Perche, et de Béatrice de Mâcon
marié à Ermengarde d'Anjou, fille de Foulques III Nerra, comte d'Anjou, et d'Hildegarde.
- Geoffroy III le Barbu († 1096), comte de Gâtinais de 1045 à 1068 et comte d'Anjou de 1056 à 1068, fils de Geoffroy II Ferréol et d'Ermengarde.

En 1068, Foulques IV le Réchin, second fils de Geoffroy II Ferréol et d'Ermengarde, emprisonne son frère, s'empare du comté d'Anjou et cède le Gâtinais au roi Philippe Ier de France en échange de son soutien.
La succession comtale gâtinaise se doit de prendre en compte le fait qu'à la disparition du comte Aubry le Tors, le comté est manifestement divisé en deux parties : 
- le Bas-Gâtinais (avec Château-Landon et Moret), qui adviendra aux comtes d'Anjou par le fait de Béatrice de Mâcon, avec son vicomte (détenteurs de droits allant de Moret à Lorrez-le-Bocage). Geoffroy Ferréol ne porte pas le titre comtal en dehors d'une chronique très tardive.
- le Haut-Gâtinais (avec Lorris et Montargis) dont plusieurs éléments (Amilly, et entre Lorris et Beaune-la-Rolande) sont possédés par Gilduin, archevêque de Sens et fils du seigneur Geoffroy, en tant que bien patrimonial.

Il y aurait ainsi eu deux séries d'héritiers, probablement un par ligne. Le prestige de la Maison d'Anjou effacera le souvenir des seconds (Gilduin a été déposé par un concile en 1050). Cette situation sera sanctionnée en droit public par deux séries de vicomtes. Ceux du Bas Gâtinais ont cédé leurs biens à la Couronne vers 1110 (dont Lorrez-le-Bocage, siège de futurs douaires royaux). En 1068, les deux parties du comté sont enfin réunies. Cette division du comté en deux lots permet de résoudre la querelle qui a vivement opposé les érudits gâtinots avant 1914. Ceux-ci avaient relevé les premiers indices sans les faire aboutir, ne cessant de privilégier l'occultation intéressée des Chroniques d'Anjou.

## Généalogie
La généalogie des comtes de Gâtinais est délicate à établir, car la documentation sur laquelle l'historien peut s'appuyer est plutôt rare et parfois imprécise. Il y a eu dans le passé des tentatives qui se sont révélées erronées, en raison d'erreurs sur la datation de certains actes. Actuellement, il existe deux tentatives de reconstitutions.

### Certitudes généalogiques
| Geoffroy Ier comte de Gâtinais | Geoffroy Ier comte de Gâtinais | Geoffroy Ier comte de Gâtinais | Geoffroy Ier comte de Gâtinais | Geoffroy Ier comte de Gâtinais | Geoffroy Ier comte de Gâtinais |                                 |                                 |                                 |                                 |                                 |                                 | Béatrice de Mâcon | Béatrice de Mâcon | Béatrice de Mâcon | Béatrice de Mâcon | Béatrice de Mâcon | Béatrice de Mâcon |                                           |                                           |                                           |                                           |                                           |                                           | Hugues du Perche | Hugues du Perche | Hugues du Perche | Hugues du Perche | Hugues du Perche | Hugues du Perche |                           |                           | Foulques III Nerra comte d'Anjou | Foulques III Nerra comte d'Anjou | Foulques III Nerra comte d'Anjou | Foulques III Nerra comte d'Anjou | Foulques III Nerra comte d'Anjou | Foulques III Nerra comte d'Anjou |  |  |
| Geoffroy Ier comte de Gâtinais | Geoffroy Ier comte de Gâtinais | Geoffroy Ier comte de Gâtinais | Geoffroy Ier comte de Gâtinais | Geoffroy Ier comte de Gâtinais | Geoffroy Ier comte de Gâtinais |                                 |                                 |                                 |                                 |                                 |                                 | Béatrice de Mâcon | Béatrice de Mâcon | Béatrice de Mâcon | Béatrice de Mâcon | Béatrice de Mâcon | Béatrice de Mâcon |                                           |                                           |                                           |                                           |                                           |                                           | Hugues du Perche | Hugues du Perche | Hugues du Perche | Hugues du Perche | Hugues du Perche | Hugues du Perche |                           |                           | Foulques III Nerra comte d'Anjou | Foulques III Nerra comte d'Anjou | Foulques III Nerra comte d'Anjou | Foulques III Nerra comte d'Anjou | Foulques III Nerra comte d'Anjou | Foulques III Nerra comte d'Anjou |  |  |
|                                |                                |                                |                                |                                |                                |                                 |                                 |                                 |                                 |                                 |                                 |                   |                   |                   |                   |                   |                   |                                           |                                           |                                           |                                           |                                           |                                           |                  |                  |                  |                  |                  |                  |                           |                           |                                  |                                  |                                  |                                  |                                  |                                  |  |  |
|                                |                                |                                |                                |                                |                                | Aubry le Tors comte de Gâtinais | Aubry le Tors comte de Gâtinais | Aubry le Tors comte de Gâtinais | Aubry le Tors comte de Gâtinais | Aubry le Tors comte de Gâtinais | Aubry le Tors comte de Gâtinais |                   |                   |                   |                   |                   |                   | Geoffroy II comte de Gâtinais             | Geoffroy II comte de Gâtinais             | Geoffroy II comte de Gâtinais             | Geoffroy II comte de Gâtinais             | Geoffroy II comte de Gâtinais             | Geoffroy II comte de Gâtinais             |                  |                  |                  |                  |                  |                  |                           |                           | Ermengarde                       | Ermengarde                       | Ermengarde                       | Ermengarde                       | Ermengarde                       | Ermengarde                       |  |  |
|                                |                                |                                |                                |                                |                                | Aubry le Tors comte de Gâtinais | Aubry le Tors comte de Gâtinais | Aubry le Tors comte de Gâtinais | Aubry le Tors comte de Gâtinais | Aubry le Tors comte de Gâtinais | Aubry le Tors comte de Gâtinais |                   |                   |                   |                   |                   |                   | Geoffroy II comte de Gâtinais             | Geoffroy II comte de Gâtinais             | Geoffroy II comte de Gâtinais             | Geoffroy II comte de Gâtinais             | Geoffroy II comte de Gâtinais             | Geoffroy II comte de Gâtinais             |                  |                  |                  |                  |                  |                  |                           |                           | Ermengarde                       | Ermengarde                       | Ermengarde                       | Ermengarde                       | Ermengarde                       | Ermengarde                       |  |  |
|                                |                                |                                |                                |                                |                                |                                 |                                 |                                 |                                 |                                 |                                 |                   |                   |                   |                   |                   |                   |                                           |                                           |                                           |                                           |                                           |                                           |                  |                  |                  |                  |                  |                  |                           |                           |                                  |                                  |                                  |                                  |                                  |                                  |  |  |
|                                |                                |                                |                                |                                |                                |                                 |                                 |                                 |                                 |                                 |                                 |                   |                   |                   |                   |                   |                   |                                           |                                           |                                           |                                           |                                           |                                           |                  |                  |                  |                  |                  |                  |                           |                           |                                  |                                  |                                  |                                  |                                  |                                  |  |  |
|                                |                                |                                |                                |                                |                                |                                 |                                 |                                 |                                 |                                 |                                 |                   |                   |                   |                   |                   |                   | Geoffroy III comte de Gâtinais et d'Anjou | Geoffroy III comte de Gâtinais et d'Anjou | Geoffroy III comte de Gâtinais et d'Anjou | Geoffroy III comte de Gâtinais et d'Anjou | Geoffroy III comte de Gâtinais et d'Anjou | Geoffroy III comte de Gâtinais et d'Anjou |                  |                  |                  |                  |                  |                  | Foulques IV comte d'Anjou | Foulques IV comte d'Anjou | Foulques IV comte d'Anjou        | Foulques IV comte d'Anjou        | Foulques IV comte d'Anjou        | Foulques IV comte d'Anjou        |                                  |                                  |  |  |

### Généalogie, selon Édouard de Saint-Phalle
Son raisonnement est basé sur le fait que des enfants des différents mariages de Béatrice de Mâcon se succèdent à la tête du comté, et il en déduit que c'est Béatrice de Mâcon qui apporte le comté à ses maris. Béatrice de Mâcon étant fille d'Aubry II de Mâcon et précédée dans le Gâtinais par Aubry, vicomte d'Orléans, il en déduit que ces deux Aubry n'en sont qu'un seul. Aubry II de Mâcon ayant des fils qui n'héritent pas du Gâtinais et sensiblement plus jeunes que Béatrice, il suppose que cette dernière est née d'une première épouse, qu'il suppose être fille de Geoffroy, vicomte d'Orléans. En outre, il identifie le comte Wal... à Gautier ou Walthar Ier, comte de Vexin, de Valois et d'Amiens, et le considère comme un mari de Béatrice. Cela donne le stemma suivant :
| Geoffroy Vte d'Orléans |    |    |    |    |    |                                 |  |  |  |  |  |                         |                         |                         |                         |                         |                         |                      |                      |  |  |                                    |                                    |                                    |                                    |                                    |                                    |  |  |                          |                          |                          |                          |                          |                          |  |  |                    |                    |                    |                    |                    |                    |  |  |  |  |  |  |  |  |  |  |  |  |  |  |  |  |  |  |  |  |  |  |  |  |  |  |
|                        |    |    |    |    |    |                                 |  |  |  |  |  |                         |                         |                         |                         |                         |                         |                      |                      |  |  |                                    |                                    |                                    |                                    |                                    |                                    |  |  |                          |                          |                          |                          |                          |                          |  |  |                    |                    |                    |                    |                    |                    |  |  |  |  |  |  |  |  |  |  |  |  |  |  |  |  |  |  |  |  |  |  |  |  |  |  |
| Ne                     | Ne | Ne | Ne | Ne | Ne |                                 |  |  |  |  |  | Aubry II comte de Mâcon | Aubry II comte de Mâcon | Aubry II comte de Mâcon | Aubry II comte de Mâcon | Aubry II comte de Mâcon | Aubry II comte de Mâcon |                      |                      |  |  |                                    |                                    |                                    |                                    |                                    |                                    |  |  |                          |                          |                          |                          |                          |                          |  |  |                    |                    |                    |                    |                    |                    |  |  |  |  |  |  |  |  |  |  |  |  |  |  |  |  |  |  |  |  |  |  |  |  |  |  |
| Ne                     | Ne | Ne | Ne | Ne | Ne |                                 |  |  |  |  |  | Aubry II comte de Mâcon | Aubry II comte de Mâcon | Aubry II comte de Mâcon | Aubry II comte de Mâcon | Aubry II comte de Mâcon | Aubry II comte de Mâcon |                      |                      |  |  |                                    |                                    |                                    |                                    |                                    |                                    |  |  |                          |                          |                          |                          |                          |                          |  |  |                    |                    |                    |                    |                    |                    |  |  |  |  |  |  |  |  |  |  |  |  |  |  |  |  |  |  |  |  |  |  |  |  |  |  |
|                        |    |    |    |    |    |                                 |  |  |  |  |  |                         |                         |                         |                         |                         |                         |                      |                      |  |  |                                    |                                    |                                    |                                    |                                    |                                    |  |  |                          |                          |                          |                          |                          |                          |  |  |                    |                    |                    |                    |                    |                    |  |  |  |  |  |  |  |  |  |  |  |  |  |  |  |  |  |  |  |  |  |  |  |  |  |  |
|                        |    |    |    |    |    | Béatrice de Mâcon mariée 3 fois |  |  |  |  |  |                         |                         |                         |                         |                         |                         |                      |                      |  |  |                                    |                                    |                                    |                                    |                                    |                                    |  |  |                          |                          |                          |                          |                          |                          |  |  |                    |                    |                    |                    |                    |                    |  |  |  |  |  |  |  |  |  |  |  |  |  |  |  |  |  |  |  |  |  |  |  |  |  |  |
|                        |    |    |    |    |    |                                 |  |  |  |  |  |                         |                         |                         |                         |                         |                         |                      |                      |  |  |                                    |                                    |                                    |                                    |                                    |                                    |  |  |                          |                          |                          |                          |                          |                          |  |  |                    |                    |                    |                    |                    |                    |  |  |  |  |  |  |  |  |  |  |  |  |  |  |  |  |  |  |  |  |  |  |  |  |  |  |
|                        |    |    |    |    |    |                                 |  |  |  |  |  |                         |                         | 1) avec Geoffroy Ier    | 1) avec Geoffroy Ier    | 1) avec Geoffroy Ier    | 1) avec Geoffroy Ier    | 1) avec Geoffroy Ier | 1) avec Geoffroy Ier |  |  | 2) avec Gautier Ier comte de Vexin | 2) avec Gautier Ier comte de Vexin | 2) avec Gautier Ier comte de Vexin | 2) avec Gautier Ier comte de Vexin | 2) avec Gautier Ier comte de Vexin | 2) avec Gautier Ier comte de Vexin |  |  | 3) avec Hugues du Perche | 3) avec Hugues du Perche | 3) avec Hugues du Perche | 3) avec Hugues du Perche | 3) avec Hugues du Perche | 3) avec Hugues du Perche |  |  | Foulques III Nerra | Foulques III Nerra | Foulques III Nerra | Foulques III Nerra | Foulques III Nerra | Foulques III Nerra |  |  |  |  |  |  |  |  |  |  |  |  |  |  |  |  |  |  |  |  |  |  |  |  |  |  |
|                        |    |    |    |    |    |                                 |  |  |  |  |  |                         |                         | 1) avec Geoffroy Ier    | 1) avec Geoffroy Ier    | 1) avec Geoffroy Ier    | 1) avec Geoffroy Ier    | 1) avec Geoffroy Ier | 1) avec Geoffroy Ier |  |  | 2) avec Gautier Ier comte de Vexin | 2) avec Gautier Ier comte de Vexin | 2) avec Gautier Ier comte de Vexin | 2) avec Gautier Ier comte de Vexin | 2) avec Gautier Ier comte de Vexin | 2) avec Gautier Ier comte de Vexin |  |  | 3) avec Hugues du Perche | 3) avec Hugues du Perche | 3) avec Hugues du Perche | 3) avec Hugues du Perche | 3) avec Hugues du Perche | 3) avec Hugues du Perche |  |  | Foulques III Nerra | Foulques III Nerra | Foulques III Nerra | Foulques III Nerra | Foulques III Nerra | Foulques III Nerra |  |  |  |  |  |  |  |  |  |  |  |  |  |  |  |  |  |  |  |  |  |  |  |  |  |  |
|                        |    |    |    |    |    |                                 |  |  |  |  |  |                         |                         | Aubry le Tors           | Aubry le Tors           | Aubry le Tors           | Aubry le Tors           | Aubry le Tors        | Aubry le Tors        |  |  |                                    |                                    |                                    |                                    |                                    |                                    |  |  | Geoffroy II              | Geoffroy II              | Geoffroy II              | Geoffroy II              | Geoffroy II              | Geoffroy II              |  |  | Ermengarde         | Ermengarde         | Ermengarde         | Ermengarde         | Ermengarde         | Ermengarde         |  |  |  |  |  |  |  |  |  |  |  |  |  |  |  |  |  |  |  |  |  |  |  |  |  |  |
|                        |    |    |    |    |    |                                 |  |  |  |  |  |                         |                         | Aubry le Tors           | Aubry le Tors           | Aubry le Tors           | Aubry le Tors           | Aubry le Tors        | Aubry le Tors        |  |  |                                    |                                    |                                    |                                    |                                    |                                    |  |  | Geoffroy II              | Geoffroy II              | Geoffroy II              | Geoffroy II              | Geoffroy II              | Geoffroy II              |  |  | Ermengarde         | Ermengarde         | Ermengarde         | Ermengarde         | Ermengarde         | Ermengarde         |  |  |  |  |  |  |  |  |  |  |  |  |  |  |  |  |  |  |  |  |  |  |  |  |  |  |
|                        |    |    |    |    |    |                                 |  |  |  |  |  |                         |                         |                         |                         |                         |                         |                      |                      |  |  |                                    |                                    |                                    |                                    |                                    |                                    |  |  |                          |                          |                          |                          |                          |                          |  |  |                    |                    |                    |                    |                    |                    |  |  |  |  |  |  |  |  |  |  |  |  |  |  |  |  |  |  |  |  |  |  |  |  |  |  |
|                        |    |    |    |    |    |                                 |  |  |  |  |  |                         |                         |                         |                         |                         |                         |                      |                      |  |  |                                    |                                    |                                    |                                    |                                    |                                    |  |  |                          |                          |                          |                          |                          |                          |  |  |                    |                    |                    |                    |                    |                    |  |  |  |  |  |  |  |  |  |  |  |  |  |  |  |  |  |  |  |  |  |  |  |  |  |  |
|                        |    |    |    |    |    |                                 |  |  |  |  |  |                         |                         |                         |                         |                         |                         |                      |                      |  |  |                                    |                                    |                                    |                                    |                                    |                                    |  |  | Geoffroy III             | Geoffroy III             | Geoffroy III             | Geoffroy III             | Geoffroy III             | Geoffroy III             |  |  | Foulques IV        | Foulques IV        | Foulques IV        | Foulques IV        | Foulques IV        | Foulques IV        |  |  |  |  |  |  |  |  |  |  |  |  |  |  |  |  |  |  |  |  |  |  |  |  |  |  |

### Généalogie, selon Christian Settipani
La précédente reconstitution présente cependant plusieurs faiblesses :
- Nulle part un mariage entre Béatrice et le comte Gautier Ier de Vexin n'est mentionné, pas plus qu'un premier mariage d'Aubry II de Mâcon.
- L'argument selon lequel si des enfants issus de différents mariages d'une femme se succèdent à la tête d'un même fief implique que ce fief provient de la mère n'est pas une certitude à cette époque.
- l'identification entre Aubry II, comte de Mâcon, et Aubry, vicomte d'Orléans, est loin d'être admise par tous.

Christian Settipani considère que Gautier Ier de Vexin, par son mariage avec Adèle d'Anjou, est apparenté avec les vicomtes d'Orléans, et qu'à l'extinction de cette première famille, il en hérite, et son fils Geoffroy, le seul de ses fils à ne pas être pourvu d'un fief, reçoit le Gâtinais. À sa mort, laissant un fils en bas âge, la charge comtale est assurée par son frère Gautier II le Blanc, le temps qu'Aubry le tort parvienne à sa majorité. À la mort de ce dernier, le comté revient tout naturellement à son héritier le plus proche, c’est-à-dire à son demi-frère Geoffroy II Ferréol.
|                            |                            |                            |                            |                            |                            |  |  |  |  |  |  |                                |                                |                                |                                |                                |                                | Geoffroy Vte d'Orléans          | Geoffroy Vte d'Orléans          | Geoffroy Vte d'Orléans          | Geoffroy Vte d'Orléans          | Geoffroy Vte d'Orléans          | Geoffroy Vte d'Orléans          |                         |                         |                         |                         |                         |                         |                                           |                                           |                                           |                                           |                                           |                                           | Foulques Ier le Roux comte d'Anjou | Foulques Ier le Roux comte d'Anjou | Foulques Ier le Roux comte d'Anjou | Foulques Ier le Roux comte d'Anjou | Foulques Ier le Roux comte d'Anjou | Foulques Ier le Roux comte d'Anjou |                           |                           |                           |                           |                           |                           |                                        |                                        |                                        |                                        |                                        |                                        |                                  |                                  |                                  |                                  |                                  |                                  |  |  |
|                            |                            |                            |                            |                            |                            |  |  |  |  |  |  |                                |                                |                                |                                |                                |                                | Geoffroy Vte d'Orléans          | Geoffroy Vte d'Orléans          | Geoffroy Vte d'Orléans          | Geoffroy Vte d'Orléans          | Geoffroy Vte d'Orléans          | Geoffroy Vte d'Orléans          |                         |                         |                         |                         |                         |                         |                                           |                                           |                                           |                                           |                                           |                                           | Foulques Ier le Roux comte d'Anjou | Foulques Ier le Roux comte d'Anjou | Foulques Ier le Roux comte d'Anjou | Foulques Ier le Roux comte d'Anjou | Foulques Ier le Roux comte d'Anjou | Foulques Ier le Roux comte d'Anjou |                           |                           |                           |                           |                           |                           |                                        |                                        |                                        |                                        |                                        |                                        |                                  |                                  |                                  |                                  |                                  |                                  |  |  |
|                            |                            |                            |                            |                            |                            |  |  |  |  |  |  |                                |                                |                                |                                |                                |                                |                                 |                                 |                                 |                                 |                                 |                                 |                         |                         |                         |                         |                         |                         |                                           |                                           |                                           |                                           |                                           |                                           |                                    |                                    |                                    |                                    |                                    |                                    |                           |                           |                           |                           |                           |                           |                                        |                                        |                                        |                                        |                                        |                                        |                                  |                                  |                                  |                                  |                                  |                                  |  |  |
|                            |                            |                            |                            |                            |                            |  |  |  |  |  |  | Aubry Vte d'Orléans            | Aubry Vte d'Orléans            | Aubry Vte d'Orléans            | Aubry Vte d'Orléans            | Aubry Vte d'Orléans            | Aubry Vte d'Orléans            |                                 |                                 |                                 |                                 |                                 |                                 | Gerberge                | Gerberge                | Gerberge                | Gerberge                | Gerberge                | Gerberge                |                                           |                                           |                                           |                                           |                                           |                                           | Foulques II le Bon comte d'Anjou   | Foulques II le Bon comte d'Anjou   | Foulques II le Bon comte d'Anjou   | Foulques II le Bon comte d'Anjou   | Foulques II le Bon comte d'Anjou   | Foulques II le Bon comte d'Anjou   |                           |                           |                           |                           |                           |                           |                                        |                                        |                                        |                                        |                                        |                                        |                                  |                                  |                                  |                                  |                                  |                                  |  |  |
|                            |                            |                            |                            |                            |                            |  |  |  |  |  |  | Aubry Vte d'Orléans            | Aubry Vte d'Orléans            | Aubry Vte d'Orléans            | Aubry Vte d'Orléans            | Aubry Vte d'Orléans            | Aubry Vte d'Orléans            |                                 |                                 |                                 |                                 |                                 |                                 | Gerberge                | Gerberge                | Gerberge                | Gerberge                | Gerberge                | Gerberge                |                                           |                                           |                                           |                                           |                                           |                                           | Foulques II le Bon comte d'Anjou   | Foulques II le Bon comte d'Anjou   | Foulques II le Bon comte d'Anjou   | Foulques II le Bon comte d'Anjou   | Foulques II le Bon comte d'Anjou   | Foulques II le Bon comte d'Anjou   |                           |                           |                           |                           |                           |                           |                                        |                                        |                                        |                                        |                                        |                                        |                                  |                                  |                                  |                                  |                                  |                                  |  |  |
|                            |                            |                            |                            |                            |                            |  |  |  |  |  |  |                                |                                |                                |                                |                                |                                |                                 |                                 |                                 |                                 |                                 |                                 |                         |                         |                         |                         |                         |                         |                                           |                                           |                                           |                                           |                                           |                                           |                                    |                                    |                                    |                                    |                                    |                                    |                           |                           |                           |                           |                           |                           |                                        |                                        |                                        |                                        |                                        |                                        |                                  |                                  |                                  |                                  |                                  |                                  |  |  |
|                            |                            |                            |                            |                            |                            |  |  |  |  |  |  |                                |                                |                                |                                |                                |                                |                                 |                                 |                                 |                                 |                                 |                                 |                         |                         |                         |                         |                         |                         |                                           |                                           |                                           |                                           |                                           |                                           |                                    |                                    |                                    |                                    |                                    |                                    |                           |                           |                           |                           |                           |                           |                                        |                                        |                                        |                                        |                                        |                                        |                                  |                                  |                                  |                                  |                                  |                                  |  |  |
|                            |                            |                            |                            |                            |                            |  |  |  |  |  |  |                                |                                |                                |                                |                                |                                |                                 |                                 |                                 |                                 |                                 |                                 |                         |                         |                         |                         |                         |                         |                                           |                                           |                                           |                                           |                                           |                                           |                                    |                                    |                                    |                                    |                                    |                                    |                           |                           |                           |                           |                           |                           |                                        |                                        |                                        |                                        |                                        |                                        |                                  |                                  |                                  |                                  |                                  |                                  |  |  |
| Gautier Ier comte de Vexin | Gautier Ier comte de Vexin | Gautier Ier comte de Vexin | Gautier Ier comte de Vexin | Gautier Ier comte de Vexin | Gautier Ier comte de Vexin |  |  |  |  |  |  | Adèle                          | Adèle                          | Adèle                          | Adèle                          | Adèle                          | Adèle                          |                                 |                                 |                                 |                                 |                                 |                                 | Aubry II comte de Mâcon | Aubry II comte de Mâcon | Aubry II comte de Mâcon | Aubry II comte de Mâcon | Aubry II comte de Mâcon | Aubry II comte de Mâcon |                                           |                                           |                                           |                                           |                                           |                                           |                                    |                                    |                                    |                                    |                                    |                                    |                           |                           |                           |                           |                           |                           | Geoffroy Ier Grisegonnel comte d'Anjou | Geoffroy Ier Grisegonnel comte d'Anjou | Geoffroy Ier Grisegonnel comte d'Anjou | Geoffroy Ier Grisegonnel comte d'Anjou | Geoffroy Ier Grisegonnel comte d'Anjou | Geoffroy Ier Grisegonnel comte d'Anjou |                                  |                                  |                                  |                                  |                                  |                                  |  |  |
| Gautier Ier comte de Vexin | Gautier Ier comte de Vexin | Gautier Ier comte de Vexin | Gautier Ier comte de Vexin | Gautier Ier comte de Vexin | Gautier Ier comte de Vexin |  |  |  |  |  |  | Adèle                          | Adèle                          | Adèle                          | Adèle                          | Adèle                          | Adèle                          |                                 |                                 |                                 |                                 |                                 |                                 | Aubry II comte de Mâcon | Aubry II comte de Mâcon | Aubry II comte de Mâcon | Aubry II comte de Mâcon | Aubry II comte de Mâcon | Aubry II comte de Mâcon |                                           |                                           |                                           |                                           |                                           |                                           |                                    |                                    |                                    |                                    |                                    |                                    |                           |                           |                           |                           |                           |                           | Geoffroy Ier Grisegonnel comte d'Anjou | Geoffroy Ier Grisegonnel comte d'Anjou | Geoffroy Ier Grisegonnel comte d'Anjou | Geoffroy Ier Grisegonnel comte d'Anjou | Geoffroy Ier Grisegonnel comte d'Anjou | Geoffroy Ier Grisegonnel comte d'Anjou |                                  |                                  |                                  |                                  |                                  |                                  |  |  |
|                            |                            |                            |                            |                            |                            |  |  |  |  |  |  |                                |                                |                                |                                |                                |                                |                                 |                                 |                                 |                                 |                                 |                                 |                         |                         |                         |                         |                         |                         |                                           |                                           |                                           |                                           |                                           |                                           |                                    |                                    |                                    |                                    |                                    |                                    |                           |                           |                           |                           |                           |                           |                                        |                                        |                                        |                                        |                                        |                                        |                                  |                                  |                                  |                                  |                                  |                                  |  |  |
|                            |                            |                            |                            |                            |                            |  |  |  |  |  |  |                                |                                |                                |                                |                                |                                |                                 |                                 |                                 |                                 |                                 |                                 |                         |                         |                         |                         |                         |                         |                                           |                                           |                                           |                                           |                                           |                                           |                                    |                                    |                                    |                                    |                                    |                                    |                           |                           |                           |                           |                           |                           |                                        |                                        |                                        |                                        |                                        |                                        |                                  |                                  |                                  |                                  |                                  |                                  |  |  |
| Gautier II le Blanc        | Gautier II le Blanc        | Gautier II le Blanc        | Gautier II le Blanc        | Gautier II le Blanc        | Gautier II le Blanc        |  |  |  |  |  |  | Geoffroy Ier comte de Gâtinais | Geoffroy Ier comte de Gâtinais | Geoffroy Ier comte de Gâtinais | Geoffroy Ier comte de Gâtinais | Geoffroy Ier comte de Gâtinais | Geoffroy Ier comte de Gâtinais |                                 |                                 |                                 |                                 |                                 |                                 | Béatrice de Mâcon       | Béatrice de Mâcon       | Béatrice de Mâcon       | Béatrice de Mâcon       | Béatrice de Mâcon       | Béatrice de Mâcon       |                                           |                                           |                                           |                                           |                                           |                                           | Hugues du Perche                   | Hugues du Perche                   | Hugues du Perche                   | Hugues du Perche                   | Hugues du Perche                   | Hugues du Perche                   |                           |                           |                           |                           |                           |                           | Foulques III Nerra comte d'Anjou       | Foulques III Nerra comte d'Anjou       | Foulques III Nerra comte d'Anjou       | Foulques III Nerra comte d'Anjou       | Foulques III Nerra comte d'Anjou       | Foulques III Nerra comte d'Anjou       |                                  |                                  |                                  |                                  |                                  |                                  |  |  |
| Gautier II le Blanc        | Gautier II le Blanc        | Gautier II le Blanc        | Gautier II le Blanc        | Gautier II le Blanc        | Gautier II le Blanc        |  |  |  |  |  |  | Geoffroy Ier comte de Gâtinais | Geoffroy Ier comte de Gâtinais | Geoffroy Ier comte de Gâtinais | Geoffroy Ier comte de Gâtinais | Geoffroy Ier comte de Gâtinais | Geoffroy Ier comte de Gâtinais |                                 |                                 |                                 |                                 |                                 |                                 | Béatrice de Mâcon       | Béatrice de Mâcon       | Béatrice de Mâcon       | Béatrice de Mâcon       | Béatrice de Mâcon       | Béatrice de Mâcon       |                                           |                                           |                                           |                                           |                                           |                                           | Hugues du Perche                   | Hugues du Perche                   | Hugues du Perche                   | Hugues du Perche                   | Hugues du Perche                   | Hugues du Perche                   |                           |                           |                           |                           |                           |                           | Foulques III Nerra comte d'Anjou       | Foulques III Nerra comte d'Anjou       | Foulques III Nerra comte d'Anjou       | Foulques III Nerra comte d'Anjou       | Foulques III Nerra comte d'Anjou       | Foulques III Nerra comte d'Anjou       |                                  |                                  |                                  |                                  |                                  |                                  |  |  |
|                            |                            |                            |                            |                            |                            |  |  |  |  |  |  |                                |                                |                                |                                |                                |                                |                                 |                                 |                                 |                                 |                                 |                                 |                         |                         |                         |                         |                         |                         |                                           |                                           |                                           |                                           |                                           |                                           |                                    |                                    |                                    |                                    |                                    |                                    |                           |                           |                           |                           |                           |                           |                                        |                                        |                                        |                                        |                                        |                                        |                                  |                                  |                                  |                                  |                                  |                                  |  |  |
|                            |                            |                            |                            |                            |                            |  |  |  |  |  |  |                                |                                |                                |                                |                                |                                |                                 |                                 |                                 |                                 |                                 |                                 |                         |                         |                         |                         |                         |                         |                                           |                                           |                                           |                                           |                                           |                                           |                                    |                                    |                                    |                                    |                                    |                                    |                           |                           |                           |                           |                           |                           |                                        |                                        |                                        |                                        |                                        |                                        |                                  |                                  |                                  |                                  |                                  |                                  |  |  |
|                            |                            |                            |                            |                            |                            |  |  |  |  |  |  |                                |                                |                                |                                |                                |                                | Aubry le tors comte de Gâtinais | Aubry le tors comte de Gâtinais | Aubry le tors comte de Gâtinais | Aubry le tors comte de Gâtinais | Aubry le tors comte de Gâtinais | Aubry le tors comte de Gâtinais |                         |                         |                         |                         |                         |                         | Geoffroy II comte de Gâtinais             | Geoffroy II comte de Gâtinais             | Geoffroy II comte de Gâtinais             | Geoffroy II comte de Gâtinais             | Geoffroy II comte de Gâtinais             | Geoffroy II comte de Gâtinais             |                                    |                                    |                                    |                                    |                                    |                                    | Ermengarde                | Ermengarde                | Ermengarde                | Ermengarde                | Ermengarde                | Ermengarde                |                                        |                                        |                                        |                                        |                                        |                                        | Geoffroy II Martel comte d'Anjou | Geoffroy II Martel comte d'Anjou | Geoffroy II Martel comte d'Anjou | Geoffroy II Martel comte d'Anjou | Geoffroy II Martel comte d'Anjou | Geoffroy II Martel comte d'Anjou |  |  |
|                            |                            |                            |                            |                            |                            |  |  |  |  |  |  |                                |                                |                                |                                |                                |                                | Aubry le tors comte de Gâtinais | Aubry le tors comte de Gâtinais | Aubry le tors comte de Gâtinais | Aubry le tors comte de Gâtinais | Aubry le tors comte de Gâtinais | Aubry le tors comte de Gâtinais |                         |                         |                         |                         |                         |                         | Geoffroy II comte de Gâtinais             | Geoffroy II comte de Gâtinais             | Geoffroy II comte de Gâtinais             | Geoffroy II comte de Gâtinais             | Geoffroy II comte de Gâtinais             | Geoffroy II comte de Gâtinais             |                                    |                                    |                                    |                                    |                                    |                                    | Ermengarde                | Ermengarde                | Ermengarde                | Ermengarde                | Ermengarde                | Ermengarde                |                                        |                                        |                                        |                                        |                                        |                                        | Geoffroy II Martel comte d'Anjou | Geoffroy II Martel comte d'Anjou | Geoffroy II Martel comte d'Anjou | Geoffroy II Martel comte d'Anjou | Geoffroy II Martel comte d'Anjou | Geoffroy II Martel comte d'Anjou |  |  |
|                            |                            |                            |                            |                            |                            |  |  |  |  |  |  |                                |                                |                                |                                |                                |                                |                                 |                                 |                                 |                                 |                                 |                                 |                         |                         |                         |                         |                         |                         |                                           |                                           |                                           |                                           |                                           |                                           |                                    |                                    |                                    |                                    |                                    |                                    |                           |                           |                           |                           |                           |                           |                                        |                                        |                                        |                                        |                                        |                                        |                                  |                                  |                                  |                                  |                                  |                                  |  |  |
|                            |                            |                            |                            |                            |                            |  |  |  |  |  |  |                                |                                |                                |                                |                                |                                |                                 |                                 |                                 |                                 |                                 |                                 |                         |                         |                         |                         |                         |                         |                                           |                                           |                                           |                                           |                                           |                                           |                                    |                                    |                                    |                                    |                                    |                                    |                           |                           |                           |                           |                           |                           |                                        |                                        |                                        |                                        |                                        |                                        |                                  |                                  |                                  |                                  |                                  |                                  |  |  |
|                            |                            |                            |                            |                            |                            |  |  |  |  |  |  |                                |                                |                                |                                |                                |                                |                                 |                                 |                                 |                                 |                                 |                                 |                         |                         |                         |                         |                         |                         | Geoffroy III comte de Gâtinais et d'Anjou | Geoffroy III comte de Gâtinais et d'Anjou | Geoffroy III comte de Gâtinais et d'Anjou | Geoffroy III comte de Gâtinais et d'Anjou | Geoffroy III comte de Gâtinais et d'Anjou | Geoffroy III comte de Gâtinais et d'Anjou |                                    |                                    |                                    |                                    |                                    |                                    | Foulques IV comte d'Anjou | Foulques IV comte d'Anjou | Foulques IV comte d'Anjou | Foulques IV comte d'Anjou | Foulques IV comte d'Anjou | Foulques IV comte d'Anjou |                                        |                                        |                                        |                                        |                                        |                                        |                                  |                                  |                                  |                                  |                                  |                                  |  |  |